# Górowo Iławeckie
Górowo Iławeckie é um município da Polônia, na voivodia da Vármia-Masúria e no condado de Bartoszyce. Estende-se por uma área de 3,32 km², com 4 021 habitantes, segundo os censos de 2017, com uma densidade de 1211,1 hab/km².